# La Folle Ingénue
Pour plus de détails, voir Fiche technique et Distribution.
La Folle ingénue (Cluny Brown) est un film américain en noir et blanc réalisé par Ernst Lubitsch, sorti en 1946. Librement inspiré d'un roman de 1944 de Margery Sharp également adapté en feuilleton illustré en 1945 par Wallace Morgan. c'est le dernier film de Lubitsch. 

## Résumé
Londres, 1938. La jeune Cluny Brown, qui a un faible pour la plomberie, effectue un dépannage à la place de son oncle chez un certain Hilary Ames. À cette occasion elle rencontre Adam Belinski, un écrivain qui aurait quitté la Tchécoslovaquie pour fuir le nazisme mais qui ressemble diablement à un pique-assiette de génie. L'oncle arrive chez Ames et trouve sa nièce légèrement ivre après avoir bu quelques verres avec deux hommes. Pour la punir et l'obliger à savoir tenir sa place, il décide de l'envoyer travailler comme domestique à la campagne pour Lord et Lady Carmel. Belinski, invité à s'y réfugier par le fils de la famille, qu'il a rencontré chez Ames, s'y trouve aussi. Belinski devient le confident de Cluny qui aspire à devenir l'épouse de l'insipide pharmacien du village nanti d'une mère austère ne s'exprimant que par toussotements. Il est sous le charme de l'ingénue, pleine de sensualité, de spontanéité et de fantaisie. Après bien des péripéties Cluny Brown rejoint finalement Belinski qui partait, et le film se termine sur l'image du succès du couple sous la forme de romans policiers.

## Fiche technique
- Titre : La Folle ingénue
- Titre original : Cluny Brown
- Réalisation : Ernst Lubitsch
- Scénario : Samuel Hoffenstein et Elizabeth Reinhardt (en), d'après le roman Cluny Brown de Margery Sharp (1944)
- Production : Ernst Lubitsch
- Société de production : Twentieth Century Fox
- Musique : Cyril J. Mockridge
- Photographie : Joseph LaShelle
- Montage : Dorothy Spencer
- Direction artistique : J. Russell Spencer et Lyle Wheeler
- Décorateur de plateau : Thomas Little
- Costumes : Bonnie Cashin
- Pays d'origine :  États-Unis
- Format : noir et blanc — 1,37:1 — Format 35 mm — Son : Mono (Western Electric Recording)
- Genre : comédie romantique
- Durée : 100 minutes
- Dates de sortie : 
  - États-Unis :  1er mai 1946
  - France : 4 juin 1947

## Distribution
- Charles Boyer (VF : Jean-François Laley) : Adam Belinski
- Jennifer Jones : Cluny Brown
- Peter Lawford (VF : Michel André) : Andrew Carmel
- Helen Walker : Elisabeth « Betty » Cream
- Richard Haydn : Jonathan Wilson
- Reginald Gardiner (VF : Jean-Henri Chambois) : Hilary Ames
- Reginald Owen (VF : Émile Drain) : Sir Henry Carmel
- Margaret Bannerman (VF : Henriette Marion) : Lady Alice Carmel
- C. Aubrey Smith (VF : Jean Lemarguy) : le colonel Duff Graham
- Sara Allgood : Mme Maile
- Ernest Cossart : Syrette
- Una O'Connor : Mme Wilson
- Florence Bates : la douairière à la party d'Ames

Acteurs non crédités
- Charles Coleman : le policier Birkins
- Billy Bevan (VF : Pierre Morin) : l'oncle Arn Porritt
- Michael Dyne (VF : Lucien Bryonne) : John (Jean en VF) Frewen
- Robert Homans : le policier new-yorkais
- George Kirby (VF : Maurice Pierrat) : M. Latham
- Jean Prescott (VF : Cécile Dylma) : Mme Snaffle